# Veiligheidsdilemma
Het veiligheidsdilemma is een concept uit de internationale betrekkingen. Omdat staten in onzekerheid verkeren over elkaars motieven weten ze niet of hun veiligheid al dan niet in gevaar is. Ze willen in staat zijn zichzelf te verdedigen indien nodig en er ontstaat een wapenwedloop. Hierdoor ontstaat een steeds meer gespannen situatie tussen staten, waar je nog moeilijk uitkomt. Verschillende stromingen in de internationale betrekkingen geven verschillende antwoorden op dit dilemma.
Het realisme is pessimistisch: als je hier eenmaal in zit, kom je er volgens een realist niet meer uit.
Het liberalisme, de theorie van de democratische vrede en de regimetheorie zijn dan weer optimistisch en bieden elk hun eigen oplossing.